# C. Frank Reavis
Charles Frank Reavis, född 5 september 1870 i Falls City i Nebraska, död 26 maj 1932 i Lincoln i Nebraska, var en amerikansk politiker (republikan). Han var ledamot av USA:s representanthus 1915–1922.
Reavis efterträdde 1915 John A. Maguire som kongressledamot. Han avgick 1922 och efterträddes av Roy H. Thorpe.
Reavis ligger begravd på Steele Cemetery i Falls City i Nebraska.